# Ikram Aoulad
Ikram Aoulad L'Ahcen (Lier, 5 september 1978) is een Belgische actrice. Haar doorbraak kende ze in 2016 met haar hoofdrol in De 16.

## Biografie
Aoulad werd op in 1978 geboren in Lier, als eerste van acht kinderen. Haar moeder was als kind naar België geemigreerd, vanuit de Marokkaanse stad Imzouren. Wanneer haar vader, eveneens uit Marokko, trouwde met haar moeder verhuisde ook hij naar België. Op school kreeg Aoulad regelmatig te maken met racisme. Aoulad begon pas op late leeftijd met acteren, zonder een acteeropleiding gevolgd te hebben. Ze studeerde orthopedagogiek, en op haar zesentwintigste reageerde ze voor het eerst op een oproep van Hetpaleis, een Antwerps theater.
Samen met Junior Mthombeni begon Aoulad in 2001 het theatercollectief SIN. In 2008 won ze de Kif Kif Award voor spoken word. Deze moest ze wel delen met Souad Boukhatem en Saïd Assisi. Een jaar later begon ze met Boukhatem en Martijn Megens het gezelschap Eendhoorn. Aoulad maakte in 2010 haar televisiedebuut in Witse, waarin ze in twee afleveringen een gastrol vertolkte. Ze maakte van 2011 tot 2017 deel uit van het gelegenheidscollectief De Fatima's, samen met Keltoum Belorf en Abbie Boutkabout. Ze was ook te zien in Verre vrienden, een productie van 't Arsenaal, in 2012. Ook in andere voorstelling van 't Arsenaal, waaronder De handen van Fatma, Rumble in da Jungle en Rosie en Moussa, de brief van papa, was Aoulad te zien. Aoulad speelde als lid van SIN in 2013 samen met Mthombeni de hoofdrol in het stuk Troost, geschreven door Fikry El Azzouzi en geregisseerd door Michael De Cock. Troost won in 2013 de auteursprijs voor podiumkunsten. In 2016 werd haar theatergezelschap SIN ontbonden. Het theaterstuk Reizen Jihad was het laatste van het gezelschap, en wist nog de Arkprijs van het Vrije Woord binnen te halen.
Pas in 2017 ging Aoulad fulltime acteren, daarvoor combineerde ze dit onder andere met jobs in de culturele sector en voor een energiebedrijf. In 2017 werd haar een rol aangeboden door Brian De Palma in Domino, maar ze weigerde deze omdat ze een stereotiepe, ongenuanceerde terrorist zou moeten spelen. Aoulad speelde in 2020 en 2021 de hoofdrol in het stuk Antigone in Molenbeek van het Antwerpse theatergezelschap Toneelhuis. Onder meer de Amerikaanse krant The New York Times schreef een lovende review over Aoulads acteerprestatie in dit stuk. In 2021 was ze in een aflevering van Reis rond de wereld, een radioprogramma van Layla El-Dekmak, op Radio 1 te horen. In 2022 had ze een burn-out. Ze was dat jaar wel nog te zien in het toneelstuk The Travelling Doll, naast onder andere Greg Timmermans.

## Filmografie
| Jaar      | Titel              | Rol                  | Opmerkingen     |
| Series    | Series             | Series               | Series          |
| --------- | ------------------ | -------------------- | --------------- |
| 2010      | Witse              | Kader Aran           | 2 afleveringen  |
| 2011      | De Ronde           | Zaina                |                 |
| 2016      | Vermist            | Buurvrouw            | 1 aflevering    |
| 2016      | Callboys           | Receptioniste        | 1 aflevering    |
| 2016      | De Ridder          | Malika               | 1 aflevering    |
| 2016      | Cordon             | Sakina               | 7 afleveringen  |
| 2016      | De 16              | Badrina El Arbaoui   | 6 afleveringen  |
| 2017      | Generatie B        |                      | 1 aflevering    |
| 2017      | Kafka              | Vrouw in postkantoor | 1 aflevering    |
| 2018-2020 | Over water         | Rasha Talhaoui       | 17 afleveringen |
| 2019-2020 | De Luizenmoeder    | Mel                  | 20 afleveringen |
| 2020      | Zie mij graag      | Burgemeester         | 1 aflevering    |
| 2020      | Een goed jaar      | Els Versaevel        | 2 afleveringen  |
| 2020      | Red Light          | Gynaecoloog          | 1 aflevering    |
| 2020-2021 | Black-out          | Keltoum              | 7 afleveringen  |
| 2021      | LEEF               | Lola                 | 1 aflevering    |
| 2021      | De Kraak           | Aisha                | 4 afleveringen  |
| 2021      | Grond              | Ikram                | 1 aflevering    |
| 2022      | De Bunker          | Yasmin Tahiri        | 1 aflevering    |
| 2022      | Doe Zo Voort       | Mama van Noor        | 1 aflevering    |
| 2022      | Geldwolven         | Advocate             | 1 aflevering    |
| 2023      | Arcadia            | Nora Davids          | 3 afleveringen  |
| 2023      | Zonder Afspraak    | Ashna                | 2 afleveringen  |
| 2023      | Hilly Skate        | Jojo                 |                 |
| 2023      | Splinter           | Nora                 | 1 aflevering    |
| 2023      | Ferry              | Lokale agente        | 1 aflevering    |
| 2024      | Chantal            | Mounira              | 2 afleveringen  |
| 2024      | Juliet             | Meyrem Yildiz        | 3 afleveringen  |
| 2024      | Kameleon           | Fatima               | 3 afleveringen  |
| 2024      | Waiko              | Ida                  | 5 afleveringen  |
| 2025      | The Best Immigrant |                      | 4 afleveringen  |
| Films     |                    |                      |                 |
| 2014      | De behandeling     | Julie Quirynen       |                 |
| 2015      | Plooien            | Katherin             | kortfilm        |
| 2016      | Achter de wolken   | Verpleegster         |                 |
| 2016      | De figurant        | Nora                 |                 |
| 2016      | Yibril             | Hala                 | kortfilm        |
| 2017      | Het tweede gelaat  | Abida                |                 |
| 2018      | De Collega's 2.0   | Aisha El Amrani      |                 |
| Andere    |                    |                      |                 |
| 2021      | Panna              | Acteercoach          | 2 afleveringen  |
| 2022      | Fromage            | Mama Lama            | hoorspel        |